# Frente Nacional Socialista Argentino
A Frente Nacional Socialista Argentino (FNSA) foi um movimento de caráter neonazista existente na Argentina entre 1960 até a década de 1990.

## História
Foi fundada em 1960 pelos filhos de Adolf Eichmann e iniciou como um grupo jovem cuja maior atividade era o lobby para que Eichmann retornasse à Argentina.
Uma vez que Eichmann foi executado no início de 1962, os membros da FNSA se envolveram em diversas atividades de caráter político e criminal. Promoviam um nacionalismo extremo de cunho anticomunista e antiliberal, mais fascista do que conservador. Em 1964, o grupo se juntou a União Mundial dos Nacional-Socialistas e posteriormente foi absorvido de forma temporária pelo Movimento Nacionalista Tacuara no mesmo ano.
A organização estendeu suas atividades até a década de 1990.

## Relações internacionais
A FNSA manteve relações com diversos grupos similares da América do Sul e com o Partido Nazista Americano. Em setembro de 1976, Franz Pfeiffer viajou à Argentina como "comandante" do Partido Nacional Socialista Obrero de Chile (PNSO), onde firmaria um acordo com Dorrego, líder da FNSA, fomentando as visitas de membros do partidos nos dois países.

## Links externos
Documentos do FNSA